# Rivière des Chutes
Rivière des Chutes är ett vattendrag i Kanada.   Det ligger i provinsen Québec, i den sydöstra delen av landet, 280 km nordost om huvudstaden Ottawa.
I omgivningarna runt Rivière des Chutes växer i huvudsak blandskog. Runt Rivière des Chutes är det glesbefolkat, med 10 invånare per kvadratkilometer.